# 接龍小說
接龍小說是由兩人以上的作家輪流書寫故事的一部份之寫作類型。參與的作家必須注意其他作家在故事情節中所擁有的特殊主角及角色，然後交由下一個作家去做進一步的增補，或由下一個作家改變專注的主角。另外，亦可由一位作者寫下部份特定的次要情節，其他部份再由其他作家分享寫作。因此，版權的支付可能會超出個別作者的壽命，這件事通常會以書面契約的形式在草擬和設計小說劇情時便被參與者事先同意。一使用此技巧的協同寫作作家的例子為埃里克·弗林特.。

## 源起
接龍小說似乎源自於兩種不同的起源。傳統小說作家和寫作團體可能會嘗試著創作團體故事，如Robert Aspirin的Thieves World和MythAdventures。協同寫作的寫作策略在如達達主義及潛在文學工坊等文學團體內亦存在著慣例。而今日網路的發達使得有許多協同寫作策略在線上進行，因而導致了網路小說及更通俗的文學創作。例如，因1632 Tech而知名的Bean's bar論壇，在Eric Flint對大眾架空歷史小說－1632 series的寫作協助下，有著很大的影響力，尤其是在The Grantville Gazettes上。作家兼學者Scott Rettberg的論文「集體敘事(Collective Narrative)」即探討了前衛文學團體和線上接龍小說之間的關連性。
接龍小說的另一個起源來自桌上角色扮演遊戲和電腦角色扮演遊戲玩家和相關粉都活動的實踐。角色扮演遊戲總是一個接龍小說的行動，只是有著較多結構上的規則。這類的玩家自然會想要去參與能使其思想更付創造力的遊戲，而不需使用有龐大結構的遊戲引擎。對於電腦角色扮演玩家和類型小說迷來說，他們會放很多的努力在創作同人小說，其主角多不為原創，而是取自於電腦遊戲、科幻小說、日本動畫和其他類似的來源。

## 方針類型
接龍小說可以完全沒有規則或限定架構，當它從作家移至另一作家時；但大部份的接龍小說會採用一定形式的「寫作方針」在組成可接受貢獻之上。
一般的規則有：
- 限定在一特定類型
- 不要殺掉或永遠地改變一由其他作家所做的主要角色
- 勿神化，即不要使你的角色神化，當其他角色依然很平凡時，他卻永遠不會犯錯
- 不要書寫其他作者的角色，除非其作者同意
- 固定在某一「觀點」上
- 保持著一定步調、主題或風格
- 保持文法和拼寫及一特定語言
- 遵守有關「成人內容」的規則
- 維持著「故事」
- 每次貢獻的最少/最多字數
- 限制或要求在故事情節和其他元素外一起的工作
- 限制貢獻的人、次數及何時將成果放在一起

## 角色扮演遊戲
接龍小說可被視為線上文字角色扮演遊戲(OTBRPG)的一種，且某些遊戲負有產生故事的特殊目的，特別是在線上文字角色扮演遊戲(OTBRPG)裡時。大部份的OTBRPG團體都會有讓編輯者批准角色及解決爭議的討論區。

## 另見
- SCP基金會
- 1632 series
- Addventure
- 協同寫作
- The Grantville Gazette
- 網路小說
- 文字冒險遊戲
- MUSH: 通常用來寫作接龍小說的線上環境
- New Worlds Project 以主動接龍小說為特色的線上創作性寫作計畫
- Play-by-post gaming
- Play by wiki
- Play-by-mail game
- Round-robin story
- Storytelling game
- Join My Cult
- 克苏鲁神话
- 后室

## 外部連結
- MetaCollab.net - Collaboration & art （页面存档备份，存于） - a free collaborative encycolopedia on collaboration.
- The City of Stories - Collaborative fiction of heroes, villains, and those caught in-between, set in a big city environment. All character genres welcome!
- Online test-based role-playing game  （页面存档备份，存于） - From Wikipedia